# National League South 2018-2019
La National League South 2018-2019 è stata la 15ª edizione della seconda serie della National League. Rappresenta, insiema alla National League North, il sesto livello del calcio inglese ed il secondo del sistema "non-league". 

## Squadre partecipanti
| Squadra                    | Città                         | Stagione precedente                                             |
| -------------------------- | ----------------------------- | --------------------------------------------------------------- |
| Bath City                  | Bath                          | 9º posto in National League South                               |
| Billericay Town            | Billericay                    | 1º posto in Isthmian League Premier Division, promosso          |
| Chelmsford City            | Chelmsford                    | 3º posto in National League South                               |
| Chippenham Town            | Chippenham                    | 13º posto in National League South                              |
| Concord Rangers            | Canvey Island                 | 17º posto in National League South                              |
| Dartford                   | Dartford                      | 2º posto in National League South                               |
| Dulwich Hamlet             | Londra (Dulwich)              | 2º posto in Isthmian League Premier Division, promosso          |
| Eastbourne Borough         | Eastbourne                    | 18º posto in National League South                              |
| East Thurrock United       | Corringham                    | 15º posto in National League South                              |
| Gloucester City            | Gloucester                    | 14º posto in National League South                              |
| Hemel Hempstead Town       | Hemel Hempstead               | 5º posto in National League South                               |
| Hampton & Richmond Borough | Londra (Richmond upon Thames) | 4º posto in National League South                               |
| Hungerford Town            | Hungerford                    | 19º posto in National League South                              |
| Oxford City                | Marston (Oxford)              | 16º posto in National League South                              |
| Slough Town                | Slough                        | 3º posto in Southern Football League Premier Division, promosso |
| St Albans City             | St Albans                     | 8º posto in National League South                               |
| Torquay United             | Torquay                       | 22º posto in National League, retrocesso                        |
| Truro City                 | Truro                         | 7º posto in National League South                               |
| Wealdstone                 | Londra (Ruislip)              | 11º posto in National League South                              |
| Welling United             | Londra (Bexley)               | 10º posto in National League South                              |
| Weston-super-Mare          | Weston-super-Mare             | 12º posto in National League South                              |
| Woking                     | Woking                        | 21º posto in National League, retrocesso                        |

## Classifica finale
|  | Pos. | Squadra              | Pt | G  | V  | N  | P  | GF | GS | DR  |
|  | ---- | -------------------- | -- | -- | -- | -- | -- | -- | -- | --- |
|  | 1    | Torquay Utd          | 88 | 42 | 27 | 7  | 8  | 93 | 41 | +52 |
|  | 2    | Woking               | 78 | 42 | 23 | 9  | 10 | 76 | 49 | +27 |
|  | 3    | Welling Utd          | 76 | 42 | 23 | 7  | 12 | 70 | 47 | +23 |
|  | 4    | Chelmsford City      | 72 | 42 | 21 | 9  | 12 | 68 | 50 | +18 |
|  | 5    | Bath City            | 71 | 42 | 20 | 11 | 11 | 58 | 36 | +22 |
|  | 6    | Concord Rangers (-3) | 70 | 42 | 20 | 13 | 9  | 68 | 48 | +21 |
|  | 7    | Wealdstone           | 66 | 42 | 18 | 12 | 12 | 62 | 50 | +12 |
|  | 8    | Billericay Town      | 65 | 42 | 19 | 8  | 15 | 72 | 65 | +7  |
|  | 9    | St Albans City       | 64 | 42 | 18 | 10 | 14 | 67 | 64 | +3  |
|  | 10   | Dartford             | 64 | 42 | 18 | 10 | 14 | 52 | 58 | -6  |
|  | 11   | Slough Town          | 63 | 42 | 17 | 12 | 13 | 56 | 50 | +6  |
|  | 12   | Oxford City          | 56 | 42 | 17 | 5  | 20 | 64 | 63 | +1  |
|  | 13   | Chippenham Town      | 55 | 42 | 16 | 7  | 19 | 57 | 64 | -7  |
|  | 14   | Dulwich Hamlet       | 49 | 42 | 13 | 10 | 19 | 52 | 65 | -13 |
|  | 15   | Hampton & Richmond   | 49 | 42 | 13 | 10 | 19 | 49 | 66 | -17 |
|  | 16   | Hemel H. Town        | 48 | 42 | 12 | 12 | 18 | 52 | 67 | -15 |
|  | 17   | Gloucester City      | 47 | 42 | 12 | 11 | 19 | 35 | 54 | -19 |
|  | 18   | Eastbourne Borough   | 42 | 42 | 10 | 12 | 20 | 52 | 65 | -13 |
|  | 19   | Hungerford Town      | 42 | 42 | 11 | 9  | 22 | 45 | 72 | -25 |
|  | 20   | Truro City           | 39 | 42 | 9  | 12 | 21 | 63 | 87 | -24 |
|  | 21   | East Thurrock Utd    | 37 | 42 | 10 | 7  | 25 | 42 | 63 | -21 |
|  | 22   | Weston-super-Mare    | 35 | 42 | 8  | 11 | 23 | 50 | 80 | -30 |

Legenda:
      Promosso in National League 2019-2020.
  Ammesso ai play-off.
      Retrocesso in Isthmian League Premier Division 2019-2020.
      Retrocesso in Southern Football League Premier Division 2019-2020.
Regolamento:
Tre punti a vittoria, uno a pareggio, zero a sconfitta.
In caso di arrivo di due o più squadre a pari punti, la graduatoria viene stilata secondo i seguenti criteri:
- differenza reti
- maggior numero di gol segnati

Note:

Il Concord Rangers è stato sanzionato con 3 punti di penalizzazione per aver violato le regole della lega.
Chelmsford City qualificato alle semifinali dei play off, in seguito all'esclusione del Concord Rangers, non ammesso perché non in possesso di uno stadio idoneo.

## Spareggi

### Play-off

#### Tabellone
|  | Quarti di finale | Quarti di finale | Quarti di finale |  |  | Semifinali | Semifinali      | Semifinali |  |  | Finale | Finale         | Finale |
|  |                  |                  |                  |  |  |            |                 |            |  |  |        |                |        |
|  |                  |                  |                  |  |  | 2          | Woking          | 3          |  |  |        |                |        |
|  | 5                | Bath City        | 1                |  |  | 7          | Wealdstone      | 2          |  |  |        |                |        |
|  | 7                | Wealdstone       | 3                |  |  |            |                 |            |  |  | 2      | Woking         | 1      |
|  |                  |                  |                  |  |  |            |                 |            |  |  | 3      | Welling United | 0      |
|  |                  |                  |                  |  |  | 3          | Welling United  | 3          |  |  |        |                |        |
|  |                  |                  |                  |  |  | 4          | Chelmsford City | 2          |  |  |        |                |        |